# Apertium
Apertium is een computerprogramma dat teksten vertaalt en behoort zo tot computervertaling. Het is vrije software en wordt uitgebracht onder de GPL.

## Geschiedenis
Apertium ontstond als een van de computervertalingsprogramma's uit het project OpenTrad, wat door de Spaanse overheid werd gefinancierd. Het was oorspronkelijk bedoeld om tussen sterk gerelateerde talen te vertalen, maar het is recent uitgebreid om meer uiteenlopende talenparen te omvatten. Om een nieuw systeem voor computervertaling te maken, moet men veel gegevens van de taal, zoals woordenboeken en regels, in een goedgespecificeerde XML-standaard verzamelen.
De huidige ondersteunde talen (ontwikkeld in samenwerking met de Universiteit van Vigo, de Polytechnische Universiteit van Catalonië en de Pompeu Fabara Universiteit) zijn Asturisch, Baskisch, Bretons, Bulgaars, Catalaans, Deens, Engels, Esperanto, Frans, Galicisch, IJslands, Macedonisch, Noors (Bokmål en Nynorsk), Occitaans, Portugees, Roemeens, Spaans, Welsh en Zweeds. Een volledige lijst met talenparen is hieronder te vinden. Een aantal bedrijven zijn betrokken bij de ontwikkeling van Apertium, waaronder Prompsit Language Engineering, Imaxin Software en Eleka Ingeniaritza Linguistikoa.
Apertium is een lichtvaardig systeem voor computervertaling. Het gebruikt eindigetoestandautomaten voor alle lexicale transformaties en hidden Markov modellen voor patroonherkenning of het sorteren van woorden in categorieën. Regels voor conditionele grammatica worden voor sommige talenparen ook gebruikt (bijvoorbeeld Bretons-Frans).
Het project heeft deelgenomen aan de Google Summer of Code in 2009 en 2010 en de Google Code-in in 2010.

## Talenparen
Dit is een lijst van huidige stabiele talenparen.
|                 | af     | ast    | eu     | br     | bg     | ca     | da     | en     | eo     | fr     | gl     | is     | mk     | nl     | nb     | nn     | oc     | pt     | ro     | es     | cy     | sv     |
| --------------- | ------ | ------ | ------ | ------ | ------ | ------ | ------ | ------ | ------ | ------ | ------ | ------ | ------ | ------ | ------ | ------ | ------ | ------ | ------ | ------ | ------ | ------ |
| Afrikaans       | —      | Nee    | Nee    | Nee    | Nee    | Nee    | Nee    | Nee    | Nee    | Nee    | Nee    | Nee    | Nee    | Ja (⇄) | Nee    | Nee    | Nee    | Nee    | Nee    | Nee    | Nee    | Nee    |
| Asturisch       | Nee    | —      | Nee    | Nee    | Nee    | Nee    | Nee    | Nee    | Nee    | Nee    | Nee    | Nee    | Nee    | Nee    | Nee    | Nee    | Nee    | Nee    | Nee    | Ja (⇄) | Nee    | Nee    |
| Baskisch        | Nee    | Nee    | —      | Nee    | Nee    | Nee    | Nee    | Nee    | Nee    | Nee    | Nee    | Nee    | Nee    | Nee    | Nee    | Nee    | Nee    | Nee    | Nee    | Ja (→) | Nee    | Nee    |
| Bretons         | Nee    | Nee    | Nee    | —      | Nee    | Nee    | Nee    | Nee    | Nee    | Ja (→) | Nee    | Nee    | Nee    | Nee    | Nee    | Nee    | Nee    | Nee    | Nee    | Nee    | Nee    | Nee    |
| Bulgaars        | Nee    | Nee    | Nee    | Nee    | —      | Nee    | Nee    | Nee    | Nee    | Nee    | Nee    | Nee    | Ja (⇄) | Nee    | Nee    | Nee    | Nee    | Nee    | Nee    | Nee    | Nee    | Nee    |
| Catalaans       | Nee    | Nee    | Nee    | Nee    | Nee    | —      | Nee    | Ja (⇄) | Ja (←) | Ja (⇄) | Nee    | Nee    | Nee    | Nee    | Nee    | Nee    | Ja (⇄) | Ja (⇄) | Nee    | Ja (⇄) | Nee    | Nee    |
| Deens           | Nee    | Nee    | Nee    | Nee    | Nee    | Nee    | —      | Nee    | Nee    | Nee    | Nee    | Nee    | Nee    | Nee    | Ja (⇄) | Ja (⇄) | Nee    | Nee    | Nee    | Nee    | Nee    | Ja (←) |
| Engels          | Nee    | Nee    | Nee    | Nee    | Nee    | Ja (⇄) | Nee    | —      | Ja (⇄) | Nee    | Ja (⇄) | Ja (←) | Ja (←) | Nee    | Nee    | Nee    | Nee    | Nee    | Nee    | Ja (⇄) | Ja (←) | Nee    |
| Esperanto       | Nee    | Nee    | Nee    | Nee    | Nee    | Ja (←) | Nee    | Ja (⇄) | —      | Nee    | Nee    | Nee    | Nee    | Nee    | Nee    | Nee    | Nee    | Nee    | Nee    | Ja (←) | Nee    | Nee    |
| Frans           | Nee    | Nee    | Nee    | Ja (←) | Nee    | Ja (⇄) | Nee    | Nee    | Nee    | —      | Nee    | Nee    | Nee    | Nee    | Nee    | Nee    | Nee    | Nee    | Nee    | Ja (⇄) | Nee    | Nee    |
| Galicisch       | Nee    | Nee    | Nee    | Nee    | Nee    | Nee    | Nee    | Ja (⇄) | Nee    | Nee    | —      | Nee    | Nee    | Nee    | Nee    | Nee    | Nee    | Ja (⇄) | Nee    | Ja (⇄) | Nee    | Nee    |
| IJslands        | Nee    | Nee    | Nee    | Nee    | Nee    | Nee    | Nee    | Ja (→) | Nee    | Nee    | Nee    | —      | Nee    | Nee    | Nee    | Nee    | Nee    | Nee    | Nee    | Nee    | Nee    | Nee    |
| Macedonisch     | Nee    | Nee    | Nee    | Nee    | Ja (⇄) | Nee    | Nee    | Ja (→) | Nee    | Nee    | Nee    | Nee    | —      | Nee    | Nee    | Nee    | Nee    | Nee    | Nee    | Nee    | Nee    | Nee    |
| Nederlands      | Ja (⇄) | Nee    | Nee    | Nee    | Nee    | Nee    | Nee    | Nee    | Nee    | Nee    | Nee    | Nee    | Nee    | —      | Nee    | Nee    | Nee    | Nee    | Nee    | Nee    | Nee    | Nee    |
| Noors (Bokmål)  | Nee    | Nee    | Nee    | Nee    | Nee    | Nee    | Ja (⇄) | Nee    | Nee    | Nee    | Nee    | Nee    | Nee    | Nee    | —      | Ja (⇄) | Nee    | Nee    | Nee    | Nee    | Nee    | Nee    |
| Noors (Nynorsk) | Nee    | Nee    | Nee    | Nee    | Nee    | Nee    | Ja (⇄) | Nee    | Nee    | Nee    | Nee    | Nee    | Nee    | Nee    | Ja (⇄) | —      | Nee    | Nee    | Nee    | Nee    | Nee    | Nee    |
| Occitaans       | Nee    | Nee    | Nee    | Nee    | Nee    | Ja (⇄) | Nee    | Nee    | Nee    | Nee    | Nee    | Nee    | Nee    | Nee    | Nee    | Nee    | —      | Nee    | Nee    | Ja (⇄) | Nee    | Nee    |
| Portugees       | Nee    | Nee    | Nee    | Nee    | Nee    | Ja (⇄) | Nee    | Nee    | Nee    | Nee    | Ja (⇄) | Nee    | Nee    | Nee    | Nee    | Nee    | Nee    | —      | Nee    | Ja (⇄) | Nee    | Nee    |
| Roemeens        | Nee    | Nee    | Nee    | Nee    | Nee    | Nee    | Nee    | Nee    | Nee    | Nee    | Nee    | Nee    | Nee    | Nee    | Nee    | Nee    | Nee    | Nee    | —      | Ja (←) | Nee    | Nee    |
| Spaans          | Nee    | Ja (⇄) | Ja (←) | Nee    | Nee    | Ja (⇄) | Nee    | Ja (⇄) | Ja (⇄) | Ja (⇄) | Nee    | Nee    | Nee    | Nee    | Nee    | Nee    | Ja (⇄) | Ja (⇄) | Ja (←) | —      | Nee    | Nee    |
| Welsh           | Nee    | Nee    | Nee    | Nee    | Nee    | Nee    | Nee    | Ja (→) | Nee    | Nee    | Nee    | Nee    | Nee    | Nee    | Nee    | Nee    | Nee    | Nee    | Nee    | Nee    | —      | Nee    |
| Zweeds          | Nee    | Nee    | Nee    | Nee    | Nee    | Nee    | Ja (→) | Nee    | Nee    | Nee    | Nee    | Nee    | Nee    | Nee    | Nee    | Nee    | Nee    | Nee    | Nee    | Nee    | Nee    | —      |